# Wimbledon Championships 1891
Die 15. Auflage der Wimbledon Championships fand 1891 auf dem Gelände des All England Lawn Tennis and Croquet Club an der Worple Road statt. Bei den Herren traten 22 Teilnehmer an, bei den Damen neun.

## Herreneinzel
Nachdem der Vorjahressieger Willoughby Hamilton nicht mehr zur Titelverteidigung antrat, holte sich Wilfred Baddeley im All-Comers-Finale gegen Joshua Pim seinen ersten Titel.

## Dameneinzel
Charlotte Dod setzte sich im All-Comers-Finale gegen Blanche Bingley durch und sicherte sich damit ihren dritten Titel. Lena Rice trat nicht zur Titelverteidigung an.

## Herrendoppel
Wilfred Baddeley und sein Zwillingsbruder Herbert schlugen in der Challenge Round die Vorjahressieger Joshua Pim und Frank Stoker mit 6:1, 6:3, 1:6 und 6:2.